# Luana Pinheiro
Luana Pinheiro (João Pessoa, Paraíba; 18 de noviembre de 1993) es una artista marcial mixta brasileña que compite en la división de peso paja de Ultimate Fighting Championship. En septiembre de 2023 ocupaba el noveno puesto en la clasificación de peso paja femenino de la UFC.

## Primeros años
Pinheiro nació en el seno de una familia de judokas y se inició en este deporte a los dos años en su ciudad natal. Tras una exitosa carrera juvenil en judo, se trasladó a Belo Horizonte en 2011 en busca de una plaza en el equipo olímpico brasileño de judo. Finalmente, sus sueños olímpicos no se materializaron y optó por empezar a entrenar artes marciales mixtas a finales de 2015.

## Carrera de artes marciales mixtas

### Comienzos
Pinheiro acumuló un récord de 7-1, compitiendo en el circuito regional brasileño y en la Brave Combat Federation antes de ser invitada a la Contender Series de Dana White.

### Dana White's Contender Series
Pinheiro se enfrentó a Stephanie Frausto en la Dana White's Contender Series 35 el 10 de noviembre de 2020. Ganó la pelea por nocaut técnico en la primera ronda y se le otorgó un contrato de la Ultimate Fighting Championship (UFC).

### Ultimate Fighting Championship
Pinheiro tenía programado debutar contra Randa Markos el 27 de marzo de 2021 en UFC 260. Sin embargo, Markos terminó retirándose una semana antes tras dar positivo en un test de coronavirus. El combate fue reprogramado para el 1 de mayo, en UFC on ESPN: Reyes vs. Procházka. Pinheiro ganó el combate por descalificación en el primer asalto después de que Markos la golpeara accidentalmente en la cabeza, impidiéndole continuar.
Pinheiro estaba programada para hacer su segunda aparición en la organización contra Jessica Penne en UFC Fight Night 198 el 20 de noviembre de 2021. Sin embargo, Penne se retiró del combate por razones no reveladas y fue sustituida por Sam Hughes. Ganó el combate por decisión unánime.
Pinheiro estaba de nuevo programada para enfrentarse a Jessica Penne el 30 de abril de 2022 en UFC Fight Night 208. Su combate se canceló una vez más debido a que Pinheiro se retiró por una lesión no revelada. El 8 de abril de 2023, en UFC 287, se enfrentó a Michelle Waterson, ganando el combate por decisión dividida.
En noviembre de ese año combatió contra Amanda Ribas en el evento UFC Fight Night: Allen vs. Craig. Perdió la pelea por nocaut técnico en el tercer asalto.
Ya en 2024, Pinhero se enfrentó a Angela Hill, el 18 de mayo de 2024, en UFC Fight Night 241. Perdió la pelea por sumisión en el segundo asalto.

## Récord en artes marciales mixtas
| Resultado | Récord | Oponente                       | Método                             | Evento                              | Fecha                   | Ronda | Tiempo | Localización   |
| --------- | ------ | ------------------------------ | ---------------------------------- | ----------------------------------- | ----------------------- | ----- | ------ | -------------- |
| Derrota   | 11–5   | Tecia Pennington               | Decisión (unánime)                 | UFC Fight Night: Burns vs. Morales  | 17 de mayo de 2025      | 3     | 5:00   | Las Vegas      |
| Derrota   | 11–4   | Gillian Robertson              | Decisión (unánime)                 | UFC Fight Night: Magny vs. Prates   | 9 de noviembre de 2024  | 3     | 5:00   | Las Vegas      |
| Derrota   | 11–3   | Angela Hill                    | Sumisión (guillotine choke)        | UFC Fight Night: Barboza vs. Murphy | 18 de mayo de 2024      | 2     | 4:12   | Las Vegas      |
| Derrota   | 11–2   | Amanda Ribas                   | TKO (patada giratoria y puñetazos) | UFC Fight Night: Allen vs. Craig    | 18 de noviembre de 2023 | 3     | 3:53   | Enterprise     |
| Victoria  | 11–1   | Michelle Waterson              | Decisión (dividida)                | UFC 287                             | 8 de abril de 2023      | 3     | 5:00   | Miami          |
| Victoria  | 10–1   | Sam Hughes                     | Decisión (unánime)                 | UFC Fight Night: Vieira vs. Tate    | 20 de noviembre de 2021 | 3     | 5:00   | Las Vegas      |
| Victoria  | 9–1    | Randa Markos                   | Descalificación (patada ilegal)    | UFC on ESPN: Reyes vs. Procházka    | 1 de mayo de 2021       | 1     | 4:16   | Las Vegas      |
| Victoria  | 8–1    | Stephanie Frausto              | KO (golpes)                        | Dana White's Contender Series 35    | 10 de noviembre de 2020 | 1     | 2:48   | Las Vegas      |
| Victoria  | 7–1    | Helen Harper                   | KO (golpes)                        | Brave CF 29                         | 15 de noviembre de 2019 | 1     | 3:00   | Madinat 'Isa   |
| Victoria  | 6–1    | Yasmeli Araque                 | Sumisión (rear-naked choke)        | Brave CF 26                         | 7 de septiembre de 2019 | 1     | 2:34   | Bogotá         |
| Victoria  | 5–1    | Elaine Leal                    | Sumisión (guillotine choke)        | Brave CF 11                         | 13 de abril de 2019     | 1     | 4:46   | Belo Horizonte |
| Victoria  | 4–1    | Jessica Kelly Soares Rodrigues | Sumisión (rear-naked choke)        | Federação Fight 7                   | 10 de marzo de 2018     | 1     | 2:37   | Belo Horizonte |
| Victoria  | 3–1    | Charlene Batista de Souza      | Sumisión (armbar)                  | Federação Fight 4                   | 1 de julio de 2017      | 1     | 1:40   | Belo Horizonte |
| Derrota   | 2–1    | Cris Macfer Ferreira Macedo    | Decisión (dividida)                | All Fights 1                        | 19 de marzo de 2017     | 3     | 5:00   | Belo Horizonte |
| Victoria  | 2–0    | Jessica Kelly Soares Rodrigues | Sumisión (armbar)                  | BH Sparta 10                        | 19 de noviembre de 2016 | 1     | 2:00   | Belo Horizonte |
| Victoria  | 1–0    | Thatiane Araújo                | Decisión (unánime)                 | BH Sparta 9                         | 9 de octubre de 2016    | 3     | 5:00   | Belo Horizonte |